# San Giacomo Vercellese
San Giacomo Vercellese – miejscowość i gmina we Włoszech, w regionie Piemont, w prowincji Vercelli.
Według danych na rok 2004 gminę zamieszkiwało 356 osób, 39,6 os./km².